# Tuppence Middleton
Tuppence Amelia Middleton, född 21 februari 1987 i Bristol, Storbritannien, är en brittisk skådespelare. Hon slog igenom i filmen Tormented år 2009.

## Biografi
I april 2022 rapporterades det att hon var gravid med sitt första barn. I augusti 2022 födde hon barnet, vars far är svenske regissören Måns Mårlind. Paret har varit tillsammans  några år.

## Filmografi
| År   | Titel                    | Roll                 | Noteringar |
| ---- | ------------------------ | -------------------- | ---------- |
| 2008 | Dance Lessons            | Alice                | Kortfilm   |
| 2009 | Tormented                | Justine Fielding     |            |
| 2010 | Skeletons                | Rebecca              |            |
| 2010 | Chatroom                 | Candy                |            |
| 2010 | In the Meadow            | Grace                | Kortfilm   |
| 2010 | Ever Here I Be           | Valerie              | Kortfilm   |
| 2010 | First Light              | Grace                | TV-film    |
| 2010 | Connect                  | Woman                | Kortfilm   |
| 2011 | Subculture               | Lily                 | Kortfilm   |
| 2012 | Cleanskin                | Kate                 |            |
| 2013 | The Lady Vanishes        | Iris Carr            | TV-film    |
| 2013 | Trance                   | Ung kvinna i röd bil |            |
| 2013 | Trap for Cinderella      | Micky                |            |
| 2013 | The Love Punch           | Sophie               |            |
| 2013 | A Long Way Down          | Kathy                |            |
| 2014 | The Imitation Game       | Helen                |            |
| 2015 | Jupiter Ascending        | Kalique Abrasax      |            |
| 2015 | Spooks: The Greater Good | June                 |            |
| 2019 | Downton Abbey            | Lucy Smith           |            |

| År   | Titel                   | Roll            | Noteringar                                                                            |
| ---- | ----------------------- | --------------- | ------------------------------------------------------------------------------------- |
| 2008 | Bones                   | Vera Waterhouse | Avsnitt: "Yanks in the U.K. (Part 1)" Avsnitt: "Yanks in the U.K. (Part 2)"           |
| 2010 | Gamla snutar, nya spår  | Melanie Higgs   | Avsnitt: "Fashion Victim"                                                             |
| 2011 | Friday Night Dinner     | Tanya Green     | Avsnitt: "The Date" Avsnitt: "The Dress"                                              |
| 2011 | Sirens                  | Sarah Fraisor   | Avsnitt: "Up, Horny, Down" Avsnitt: "I.C.E."                                          |
| 2012 | Sinbad                  | Tiger           | Återkommande karaktär                                                                 |
| 2013 | Lewis                   | Vicki Walmsley  | Avsnitt: "Down Among the Fearful - Part 1" Avsnitt: "Down Among the Fearful - Part 2" |
| 2013 | The Spies of Warsaw     | Gabrielle       | TV-miniserie                                                                          |
| 2013 | Black Mirror            | Jem             | Avsnitt: "White Bear"                                                                 |
| 2015 | Sense8                  | Riley Blue      | Huvudkaraktär, Netflix-serie                                                          |
| 2016 | Krig och fred           | Hélène Kuragina |                                                                                       |
| 2020 | The Defeated (TV-serie) | Claire Franklin |                                                                                       |
| 2022 | Our House (TV-Serie)    | Fi Lawson       |                                                                                       |